# 나카조촌 (히로시마현)
나카조촌(中条村)은 히로시마현 후카야스군에 설치되었던 촌이다. 현재의 후쿠야마시에 해당한다.

## 역사
- 1889년 4월 1일 - 정촌제 시행에 의해 후카쓰군 나카조촌이 단독으로 촌제를 시행해 발족하였다.
- 1898년 10월 1일 - 군의 통합에 의해 후카야스군에 소속되었다.
- 1954년 3월 31일 - 간나베정, 다케히로촌, 미노촌, 미치노우에촌, 유다촌과 합병해 간나베정이 신설하여 폐지되었다.

## 참고문헌
- 角川日本地名大辞典 34 広島県
- 『市町村名変遷辞典』東京堂出版、1990年。